# برونیسواووو (استان اشوی‌داشکسیه)
برونیسواووو (به لهستانی: Bronisławów) یک منطقهٔ مسکونی در لهستان است که در گمینا تارووو واقع شده‌است. برونیسواووو ۱۲۰ نفر جمعیت دارد.